# Exorista bisetosa
Exorista bisetosa är en tvåvingeart som beskrevs av Louis-Paul Mesnil 1940. Exorista bisetosa ingår i släktet Exorista och familjen parasitflugor. Inga underarter finns listade i Catalogue of Life.